# Porslinsmåleri
| Porslinsmåleri Porslinsmålning |
| --- |
| Målat kinesiskt Wucai-fat för export, från Kangxi-perioden – cirka 1680. - Betydelse – dekorering av keramik - Verktyg – med pensel, randningsmaskin eller sprutning - Tekniker – målas eller trycks på, på eller under glasyren |

Porslinsmåleri eller porslinsmålning är en dekorering av keramik. Den påförs med hjälp av pensel, randningsmaskin eller sprutning.

## Tekniker
Glasyrdekorer kan antingen målas eller tryckas på den brända glasyren. Sedan bränns dekorfärgen fast; i det förstnämnda fallet görs detta vid låg temperatur, i det senare fallet vid hög temperatur. En så kallad underglasyrdekor trycks eller målas på det brända och oglaserade rågodset. Därefter appliceras glasyrpulver, och glasyren och dekoren bränns samtidigt under hög temperatur.
Porslinsmålning kan användas på exempelvis tekoppar och tefat, ljuslyktor, vaser, statyer eller skålar. Tekniken är jämförbar med glasmålning.

## Historik
Porslinsmåleri utvecklades i Kina och spreds senare till Korea och Japan. Dekorerat kinesiskt porslin från 800-talet har blivit funnet i Mellanöstern, och porslin för export till den här regionen bär ofta islamiska motiv. Export av (målat) porslin inleddes på 1500-talet.
I början av 1700-talet hade europeiska tillverkare upptäckt hur man framställde porslin. Meissen i Sachsen var tidigt framme i denna bransch (se meissenporslin), och därefter togs tillverkning och porslinsmåleri upp av hantverksateljéer och porslinsfabriker på andra ställen av Tyskland, Frankrike, Storbritannien, Sverige och andra europeiska länder.
Dekoreringen av några handmålade fat och vaser från 1800-talet efterliknar oljemålningar. Mot slutet av 1800-talet utvecklades porslinsmålning till en respektabel hobby för kvinnor i medelklassen i Nordamerika och Europa. Senare har måleri på porslin nått en status som en ren konstart.